# Kalundborg Slot
Kalundborg Slot er en borgruin i det centrale Kalundborg. I 1300-1400-tallet et af Danmarks vigtigste slotte og stærkeste fæstninger. Her samledes konger og stormænd til politiske forhandlinger, og i krigstid var Kalundborg et vigtigt militært støttepunkt. Ledingsflåden samledes i Kalundborg Fjord i ufredstider.

## Historie
Den blev sandsynligvis bygget af Valdemar Atterdag (1340-1375). Slottet var en koncentrisk borg, der bestod af et femfløjet bygningskompleks omgivet af dobbelte ringmure. Langs indersiden af den yderste ringmur lå også en del huse mellem de store forsvarstårne.
Under Kalundborgkrigen blev borgen belejret i 1341 af Valdemar Atterdag, da borgherren støttede Norge. Efter en succesfuld belejring overtog Atterdag magten i byen og befæstede den yderligere med en ringmur.
I 1494 blev der afholdt et stændermøde under kong Hans, hvor Udelelighedsbrevet blev vedtaget d. 31. maj. I brevet blev slået fast, at Danmarks Rige var et frit valgrige, dvs. landet kunne ikke udstykkes i arvelodder.
Danmarks riges arkiv, brevkammer samt skatkammer, blev opbevaret i det store tårn Folen ca. 1400-1582.
I 1549 blev Christian 2. flyttet til Kalundborg Slot som fange fra Sønderborg Slot, og han døde her i 1559.
Matematikeren Christoffer Dybvad blev flyttet fra Blåtårn på Københavns Slot i 1621, og sad i Fole til han døde knap 2 år senere.
Slottet led så stor skade under svenskekrigene, at de svenske belejringstropper i 1659 lod byens borgere nedrive slottet.
De eneste synlige rester af slottet er i dag fundamenter fra Folen og det mindre tårn Fars Hat samt en del af ringmuren. Ruinerne blev renoveret fra 2015-2019.

## Tårne
Fars Hat var et mindre, rundt fæstningstårn på slottet. Benævnelsen "Fars Hat" er ofte anvendt om middelalderlige borgtårne, vistnok blot en spøgefuld hentydning til tårnets tagform.
Folen var det største tårn på slottet. Her blev rigets arkiv [Brevkammer] opbevaret ca. 1400-1582. Arkivet indeholdt kronens og rigets adkomstbreve. Folen rummede tillige rigets »Dressel« (Skatkammer). Det gamle Dannebrog fra 1200-tallet blev oprindelig opbevaret her, indtil Erik af Pommern fjernede det sammen med statskassen og førte det til Gotland.